# الطين السفلى (طور الباحة)

تعديل مصدري - تعديل

الطين السفلى هي إحدى قرى عزلة طور الباحة بمديرية طور الباحة التابعة لمحافظة لحج، بلغ تعداد سكانها 6 نسمة حسب تعداد اليمن لعام 2004.